# Kurhaus (Bad Ems)

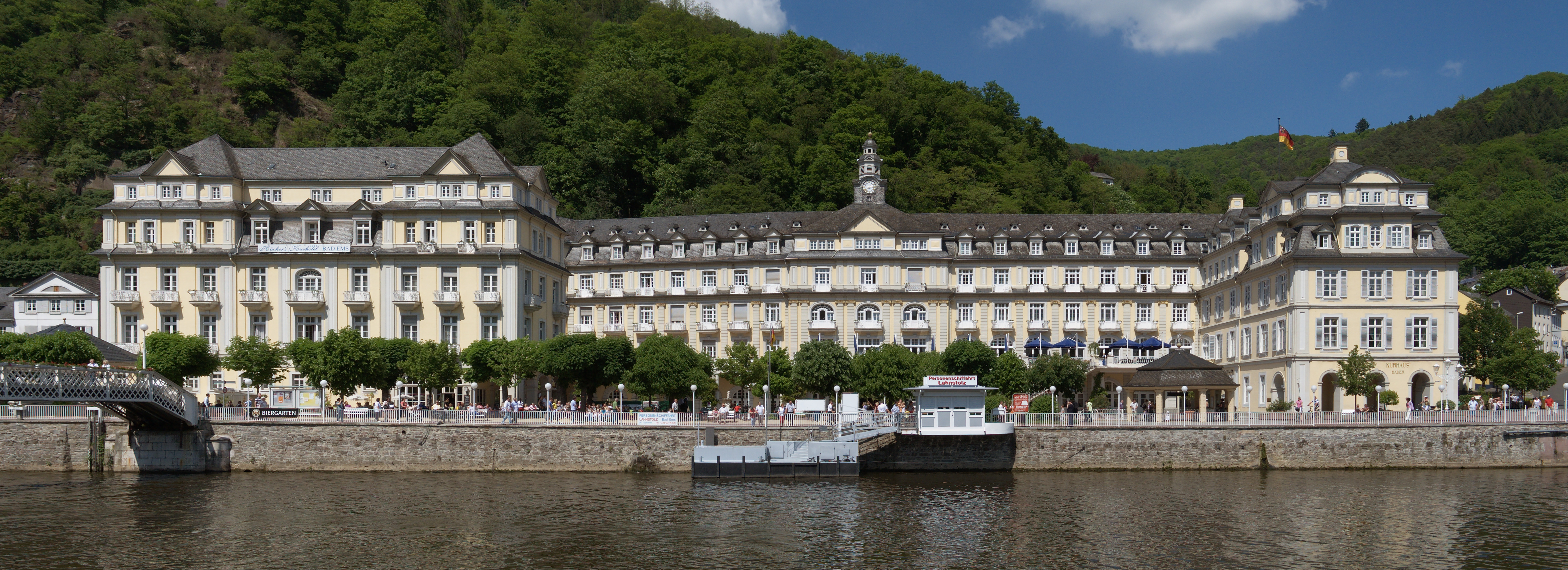
Das Kurhaus von der Lahn aus gesehen

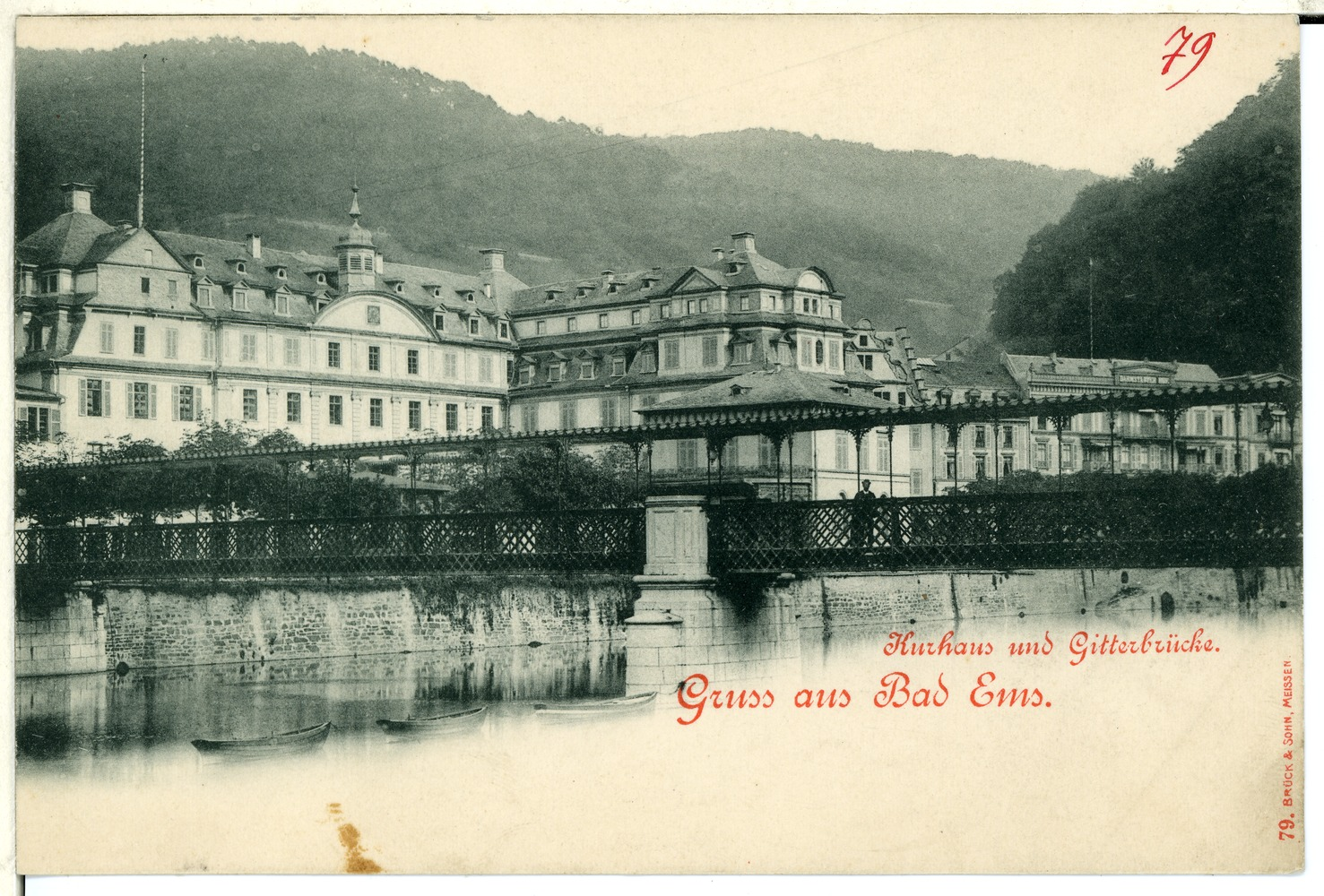
Das Kurhaus 1898 mit der überdachten Kurbrücke im Vordergrund

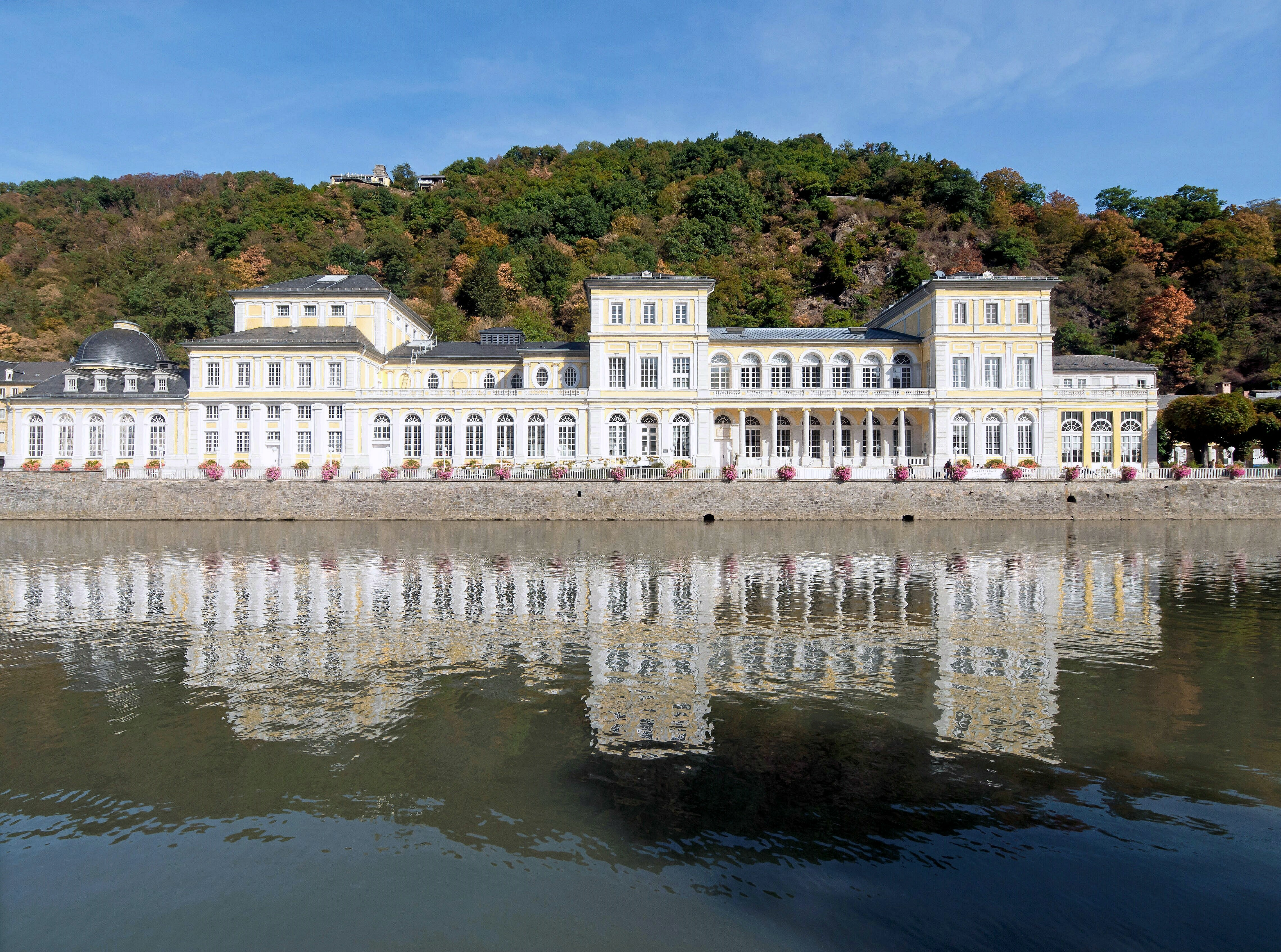
Kursaalgebäude, von der anderen Lahnseite aus gesehen

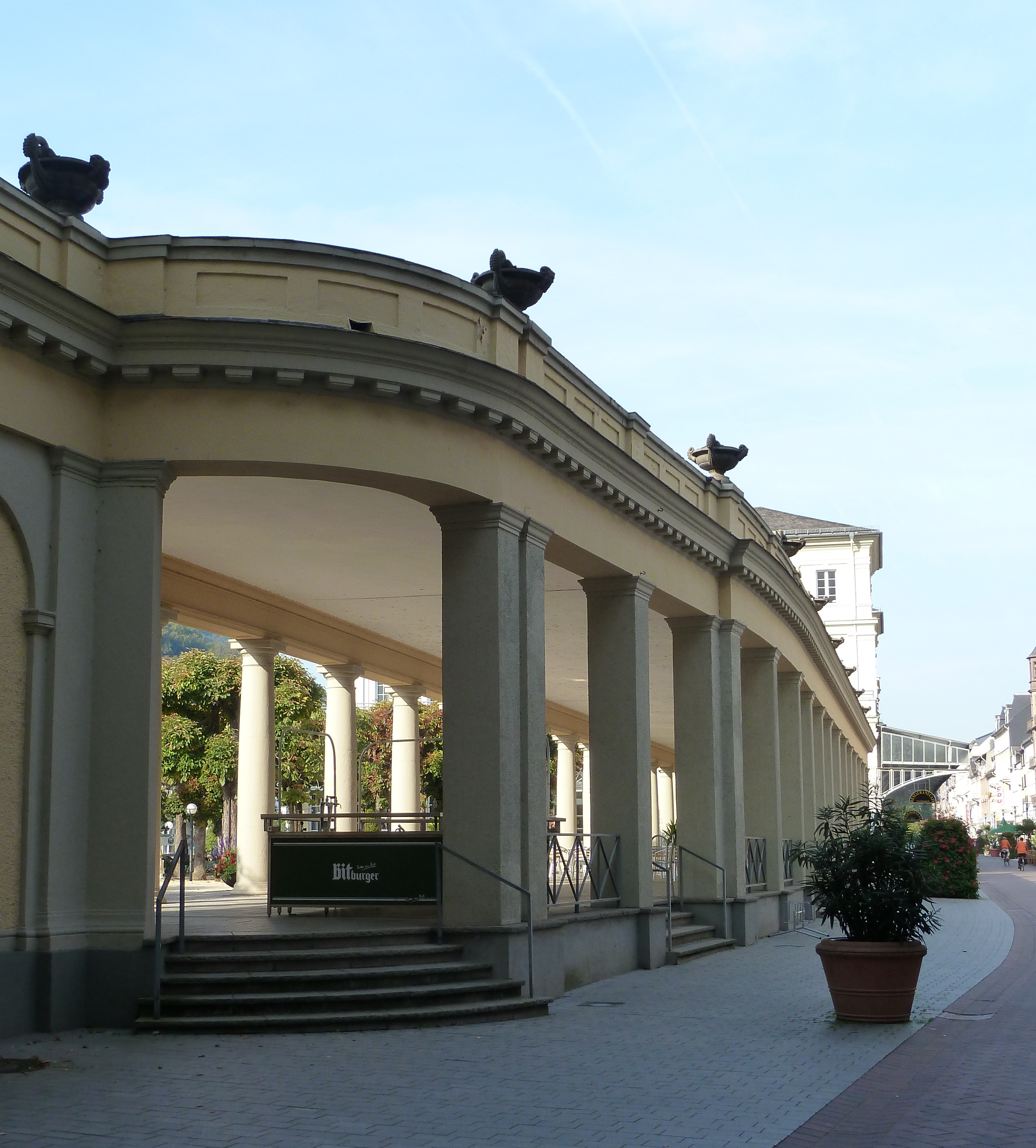
Kolonnaden, Verbindungsgang zwischen Kurhaus und Kursaal, von der Bergseite aus gesehen

Das Kurhaus von Bad Ems wurde im Jahr 1715 als Nassauer Badehaus errichtet und im 19. und 20. Jahrhundert restauriert und erweitert. Das denkmalgeschützte Gebäude liegt an einer Biegung der Lahn und bildet das Zentrum des Kurviertels der Stadt. Heute wird es als Hotel und Konferenzzentrum genutzt.

## Geschichte
1715 ließ das Haus Nassau das alte nassauische Kurhaus durch einen prächtigen Neubau ersetzen, wobei eine Reihe heißer Quellen zutage trat. Ursprünglich war eine dreiflüglige Schlossanlage geplant, ausgeführt wurden jedoch nur zwei Flügel. Zentrum der Anlage war der Austritt des Kesselbrunnens. Von 1835 bis 1849 wurde nach Entwürfen von Johann Gottfried Gutensohn der  Kursaal westlich des Kurhauskomplexes errichtet und beide Bauteile wurden zur gleichen Zeit durch eine Kolonnade miteinander verbunden.
1866 ging das Bad in preußischen Staatsbesitz über. 1870 hielt sich hier Wilhelm I. zur Kur auf, was zu dem Begriff Emser Depesche für ein Telegramm aus Bad Ems an Otto von Bismarck führte. 1912/13 wurde die Gesamtanlage unter Leitung von Regierungsbaumeister Birck grunderneuert und im Stil des Neubarock stark erweitert. Der Kursaal wurde im Zuge dieser Erweiterungen um den Theatersaal sowie den Kammermusiksaal und den Lesesaal ergänzt, die heute beide die Spielbank beherbergen.
Das Kurhaus ist als Baudenkmal in der Denkmalliste der Stadt eingetragen.
Das Hotel „Staatliches Kurhaus“ war ein „Haus von internationalem Ruf“.